# Aega semicarinata
A. semicarinata là một loài chân đều trong họ Aegidae. Loài này được Miers miêu tả khoa học năm 1875.